# 613-as busz
A 613-as jelzésű regionális autóbusz Tatárszentgyörgy, Vörösmarty utca és Örkény, posta között közlekedik, iskolai előadási napokon 2-2 indulással. A viszonylatot a MÁV Személyszállítási Zrt. üzemelteti.

## Útvonala
Megállói:
- Tatárszentgyörgy, Vörösmarty utca
- Tatárszentgyörgy, kunpeszéri elágazás
- Örkény, posta